# Lätt mellanvikt i boxning vid olympiska sommarspelen 1976
Resultat från boxning vid olympiska sommarspelen 1976 och herrarnas lätta mellanvikt. Boxarna vägde under 71 kg. Tävlingarna arrangerades i Montréal.

## Medaljörer
| Klass           | Guld                  | Silver                    | Brons                                                  |
| Lätt mellanvikt | Jerzy Rybicki · Polen | Tadja Kacar · Jugoslavien | Viktor Savtjenko · Sovjetunionen Rolando Garbey · Kuba |

## Resultat

### Första rundan
| Vinnare                 | Resultat      | Förlorare             |
| Första rundan           | Första rundan | Första rundan         |
| ----------------------- | ------------- | --------------------- |
| Robert Davies (GBR)     | KO-2          | Wayne Devlin (AUS)    |
| Alfredo Lemus (VEN)     | WO            | Mohamed Dawuda (GHA)  |
| Pierangelo Pira (ITA)   | WO            | Ekue Gogli (TOG)      |
| Viktor Savchenko (URS)  | WO            | John Odhiambo (UGA)   |
| Earl Liburd (ISV)       | WO            | Mohamed Majeri (TUN)  |
| Rolando Garbey (CUB)    | KO-3          | Dashnian Olzwoi (MGL) |
| Leo Vainonen (SWE)      | 4-1           | Jorge Amparo (DOM)    |
| Kalevi Kosunen (FIN)    | 4-1           | Juan Scassino (URU)   |
| Mohamed Azarhazin (IRN) | 4-1           | Franz Dorfer (AUT)    |
| Tadija Kačar (YUG)      | 5-0           | Poul Frandsen (DEN)   |
| Vasile Didea (ROM)      | DSQ-3         | Michael Prevost (CAN) |
| Nayden Stanchev (BUL)   | WO            | Steven Moi (KEN)      |

### Andra rundan
| Vinnare                | Resultat     | Förlorare               |
| Andra rundan           | Andra rundan | Andra rundan            |
| ---------------------- | ------------ | ----------------------- |
| Jerzy Rybicki (POL)    | 3-2          | Chuck Walker (USA)      |
| Wilfredo Guzmán (PUR)  | 3-2          | Brian Byrne (IRL)       |
| Alfredo Lemus (VEN)    | 4-1          | Robert Davies (GBR)     |
| Viktor Savchenko (URS) | KO-2         | Pierangelo Pira (ITA)   |
| Rolando Garbey (CUB)   | RSC-2        | Earl Liburd (ISV)       |
| Kalevi Kosunen (FIN)   | 4-1          | Leo Vainonen (SWE)      |
| Tadija Kačar (YUG)     | 5-0          | Mohamed Azarhazin (IRN) |
| Vasile Didea (ROM)     | 5-0          | Nayden Stanchev (BUL)   |

### Kvartsfinaler
| Vinnare                | Resultat      | Förlorare             |
| Kvartsfinaler          | Kvartsfinaler | Kvartsfinaler         |
| ---------------------- | ------------- | --------------------- |
| Jerzy Rybicki (POL)    | 5-0           | Wilfredo Guzmán (PUR) |
| Viktor Savchenko (URS) | KO-2          | Alfredo Lemus (VEN)   |
| Rolando Garbey (CUB)   | RSC-1         | Kalevi Kosunen (FIN)  |
| Tadija Kačar (YUG)     | 5-0           | Vasile Didea (ROM)    |

### Semifinaler
| Vinnare             | Resultat    | Förlorare              |
| Semifinaler         | Semifinaler | Semifinaler            |
| ------------------- | ----------- | ---------------------- |
| Jerzy Rybicki (POL) | 3-2         | Viktor Savchenko (URS) |
| Tadija Kačar (YUG)  | 4-1         | Rolando Garbey (CUB)   |

### Final
| Vinnare             | Resultat | Förlorare          |
| Final               | Final    | Final              |
| ------------------- | -------- | ------------------ |
| Jerzy Rybicki (POL) | 5-0      | Tadija Kačar (YUG) |